# Cat (unix)

cat programmet er et standard UNIX-værktøj som sammenkæder og udskriver filindhold. Navnet er en forkortelse for det engelske ord catenate, et synonym for det engelske ord concatenate (dansk: Sammenkæde).

## Specifikation
Single Unix Specification specificerer opførslen at indholdet af hver fil givet i sekvens som parameter bliver udskrevet til standard output i samme sekvens.
Der er et parametervalg; u (unbuffered), med hvilket hver byte bliver skrevet til standard output uden anvendt buffer som data bliver læst. Mange styresystemer gør dette som udgangspunkt og ignorerer flaget.
Hvis en af input filnavnene er specificeret som en enkelt bindestreg (-), vil cat læse fra standard input på dette sted i sekvensen. Hvis ingen filer bliver specificeret, vil cat kun læse fra standard input.

### Extensions
Både BSD-versionerne af cat (ifølge OpenBSD-manpage) og GNU coreutils versionen af cat specificerer følgende parametervalg:
- b (kun GNU: --number-nonblank), nummererer ikke-blanke output-linjer
- n (kun GNU: --number), nummererer alle output-linjer
- s (kun GNU: --squeeze-blank), squeeze multiple adjacent blanke linjer
- v (kun GNU: --show-nonprinting), viser skrivbare tegn som om de var skrivbare, undtagen tabulatortegn og end-of-line tegnet
- t på BSD, -T på GNU, underforstås -v men viser også tabulatortegn som ^I
- e på BSD, -E på GNU, underforstås -v men viser også end-of-line tegn som $
- A viser alle tegn, også tabulatortegn og end-of-line tegn som ^I og $

### Manual pages
- cat(1) original manual page in the First Edition of Unix.

### Andre
- Useless Use Of Cat Award